# Rodrigo Mora (calciatore 1987)
Rodrigo Nicanor Mora Núñez (Rivera, 29 ottobre 1987) è un ex calciatore uruguaiano, di ruolo attaccante.

## Carriera
Dopo aver trascorso alcuni anni nel campionato uruguaiano, viene ceduto dal Defensor al Benfica nel 2011 a costo zero.
Il 7 gennaio 2019 annuncia il suo ritiro dal calcio giocato a seguito di una lesione all'anca subita qualche mese prima.

## Palmarès

### Club

#### Competizioni nazionali
- Coppa di Lega portoghese: 1

Benfica: 2011-2012
- Campionato cileno: 1

Universidad de Chile: 2014 (A)
- Campionato argentino: 1

River Plate: Final 2014
- Coppa d'Argentina: 2

River Plate: 2015-2016, 2016-2017
- Supercopa Argentina: 1

River Plate: 2017

#### Competizioni Internazionali
- Copa Sudamericana: 1

River Plate: 2014
- Recopa Sudamericana: 2

River Plate: 2015, 2016
- Coppa Libertadores: 2

River Plate: 2015, 2018
- Coppa Suruga Bank: 1

River Plate: 2015